# Комплекс споруд Кременчуцького військового шпиталю
Комплекс споруд Кременчуцького військового шпиталю – будівлі, розташовані по вул. Гоголя в районі набережної у м. Кременчук. Є історичною пам'яткою архітектури місцевого значення.

## Історія
Після переведення до Кременчука у 1841 році Головного штабу інспектора резервної кавалерії та поселень, виникає необхідність спорудження для штабу нових будинків.
Їх планують розташувати на Винній площі та будувати за проектом архітектора О. Фарафонт’єва.
Проект передбачав зведення ансамблю з центрального триповерхового будинку, призначеного для інспектора резервної кавалерії та його штабу, кам’яного триповерхового флігелю для начальника штабу інспектора кантоніських ескадронів ліворуч та аналогічної будівлі для квартир чергового штаб-офіцера, обер-квартирмейстера, чиновників та писарів праворуч. Усі будинки зведені в одну лінію лицевим фасадом до міста. З протилежного боку планувалося зведення дерев’яного одноповерхового флігеля для чиновників, флігеля для типографії та господарчих приміщень: стаєнь, комор, сінників.
Будівництво розпочалося у 1846 році під керівництвом  архітектора Д. Ткаченка.
У 1849 році проект зазнає змін, спрямованих на збільшення ролі центральної будівлі, яка підвищується за рахунок цокольного напівповерху. Крім того, центральний будинок розділяється на два яруси; верх облаштовується карнизом із модульйонами. 
Бічні будинки знижуються до двох поверхів та центр другого поверху прикрашається балконами із чавунними візерунчастими кронштейнами.
У 1853 році будівельні роботи були завершені.
Після ліквідації військових поселень та розформування їх Головного штабу, тривалий час залишалося актуальним питання подальшого використання збудованих споруд. Зрештою, у 1898 році, в них був відкритий військовий лазарет.
У період Другої світової війни в приміщеннях колишнього лазарету перебували евакуаційні шпиталі №№213, 233, 259, 315.
У 1943 році всі будівлі були суттєво пошкоджені, але відбудовані протягом 1950-х – 1970-х років та слугували приміщенням Кременчуцького гарнізонного військового шпиталю. 

## Сучасний стан
У 2005 році у зв'язку із реформами у Міністерстві оборони споруди були передані на баланс місцевої влади.
У 2020 році під час затвердження історико-архітектурного опорного плану Кременчука, територія військового шпиталю була внесена до охоронної зони пам’яток архітектури.